# Gull Island, Newfoundland
Gull Island är en ö i Kanada.   Den ligger i provinsen Newfoundland och Labrador, i den östra delen av landet, 1 800 km öster om huvudstaden Ottawa. Arean är 0,77 kvadratkilometer.
Terrängen på Gull Island är platt. Öns högsta punkt är 65 meter över havet. Den sträcker sig 1,6 kilometer i nord-sydlig riktning, och 0,8 kilometer i öst-västlig riktning.